# 马克斯·卡尔·威廉·韦伯
马克斯·卡尔·威廉·韦伯（1852年12月5日—1937年2月7日）是德国-荷兰籍动物学家、生物地理学家和探险家。

## 生平
马克斯·韦伯于1852年12月5日出生在波恩。父亲是德国人，母亲是荷兰人。在他还不到两岁的时候，父亲不幸去世。1862年到1865年间，他在伊达尔-奥伯施泰因的一所寄宿学校读书，爱好收集自然标本。
1873年，韦伯进入波恩大学，参加了弗朗茨·赖迪的自然历史课程。他对解剖学产生了兴趣，并成为了赖迪的助手。1875至1876年间，他在柏林洪堡大學跟从动物学家爱德华·冯·马滕斯学习。1877年，他回到波恩，以一篇研究蜥蜴眼部神经肌肉组织的论文获得了博士学位。
1878年1月，在体检合格后，他服了一年兵役。1879年，他开始担任乌特勒支大学解剖学讲师，并在1881年参与了巴倫支海的探险活动。1883年，他成为了阿姆斯特丹大学的动物学、解剖学和生理学教授。

### 韦伯线
1899年，韦伯组织了实武牙探险远征，他也因此提出了生物地理学界线华莱士线的修正版本——韦伯线。它在华莱士线以东，通过摩鹿加群岛、苏拉威西岛和帝汶。其中不是巴厘岛和龙目岛的分界线的塔寧巴爾群島，却可能是澳大利亚和印尼哺乳动物和陆生脊椎动物分布的主交界面。

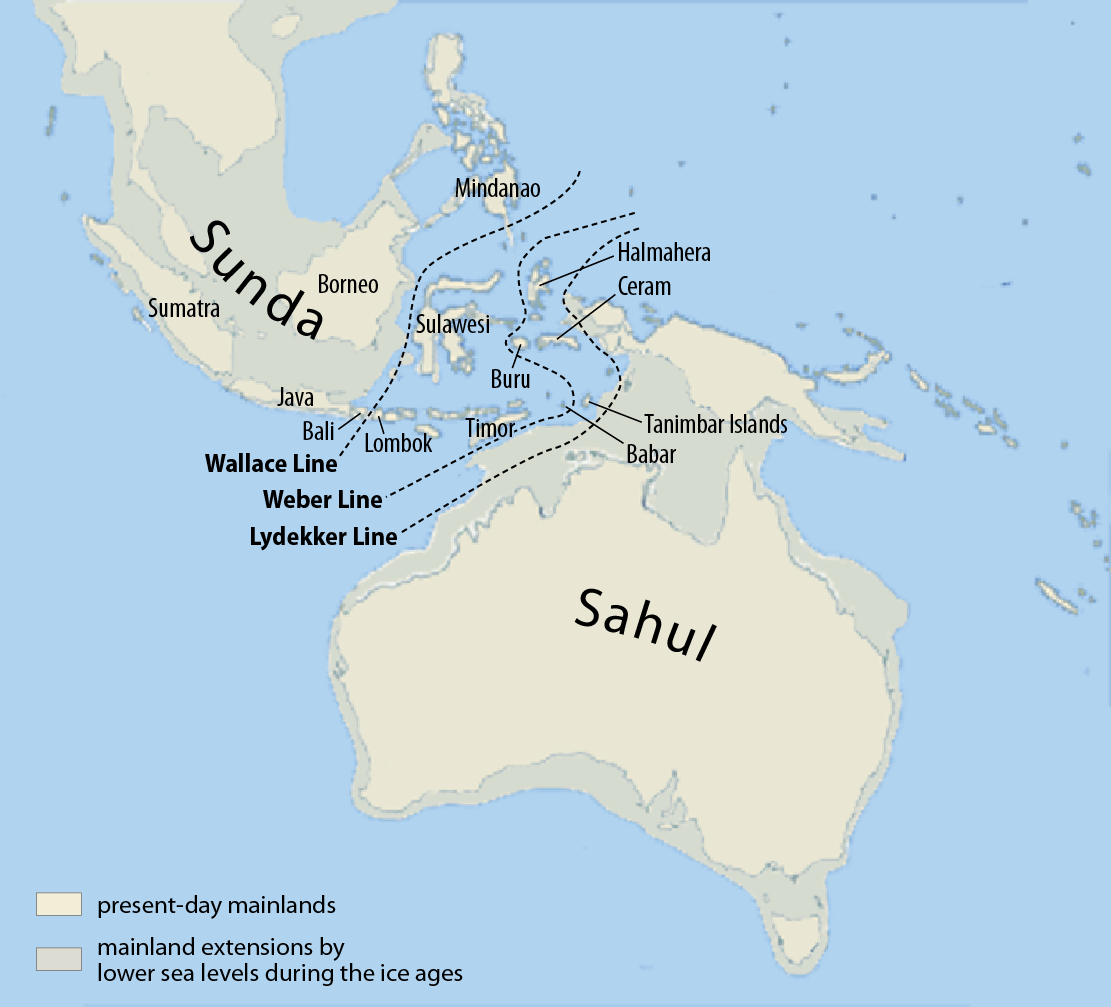
华莱士线、韦伯线和莱德克线。（浅色部分是末次冰盛期大陆的可能分布情况，当时的海平面比现在低110多米）

1919年，韦伯还命名了莎湖陆棚和巽他陆棚。

## 荣誉与纪念
1887年，韦伯当选荷蘭皇家藝術與科學學院院士。1935年，他当选伦敦皇家学会外籍会员。
为了纪念他对动物学的贡献，至少有3种爬行动物以韦伯命名，其中包括韦伯氏倭管蛇（Anomochilus weberi）。

## 图集

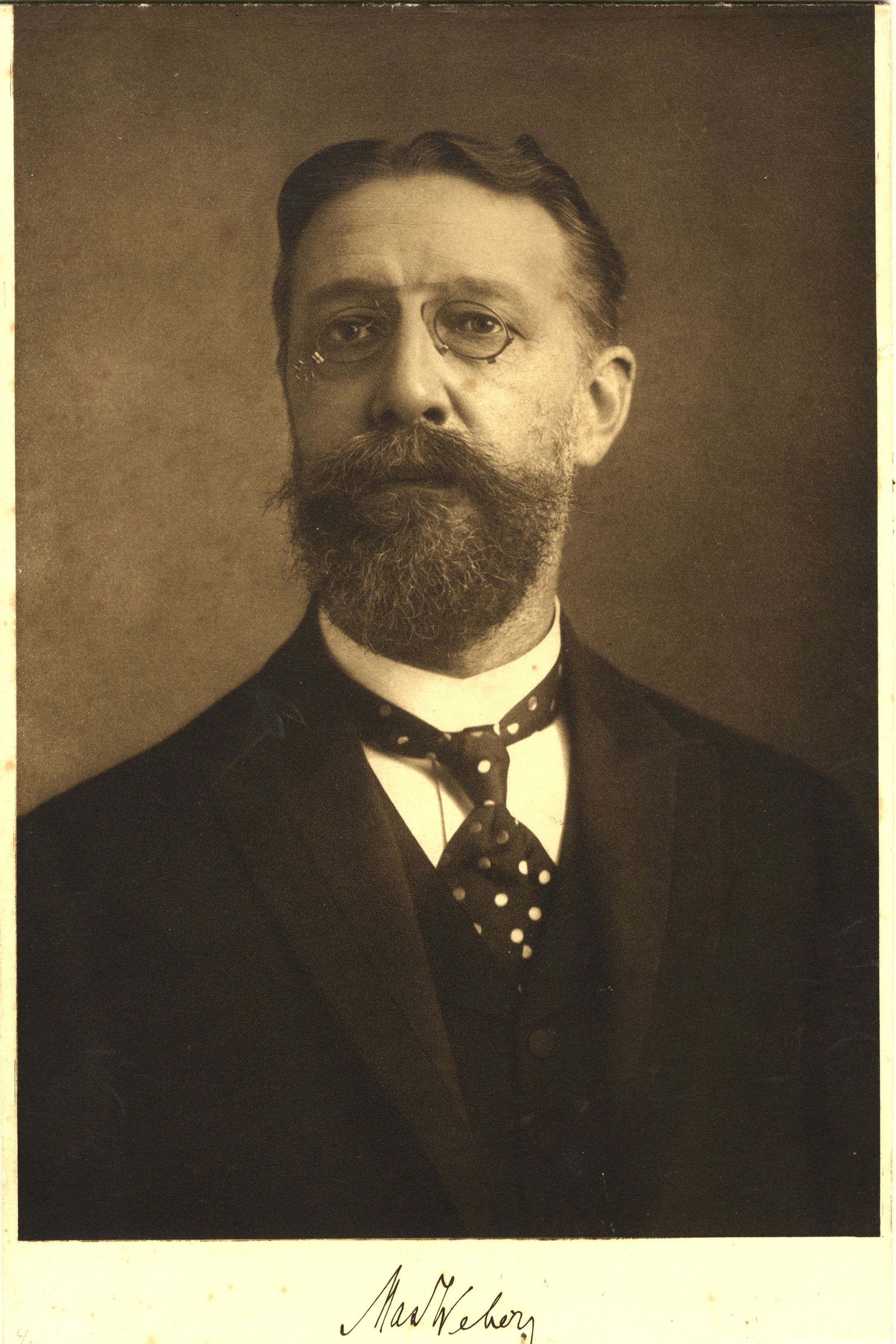
肖像画
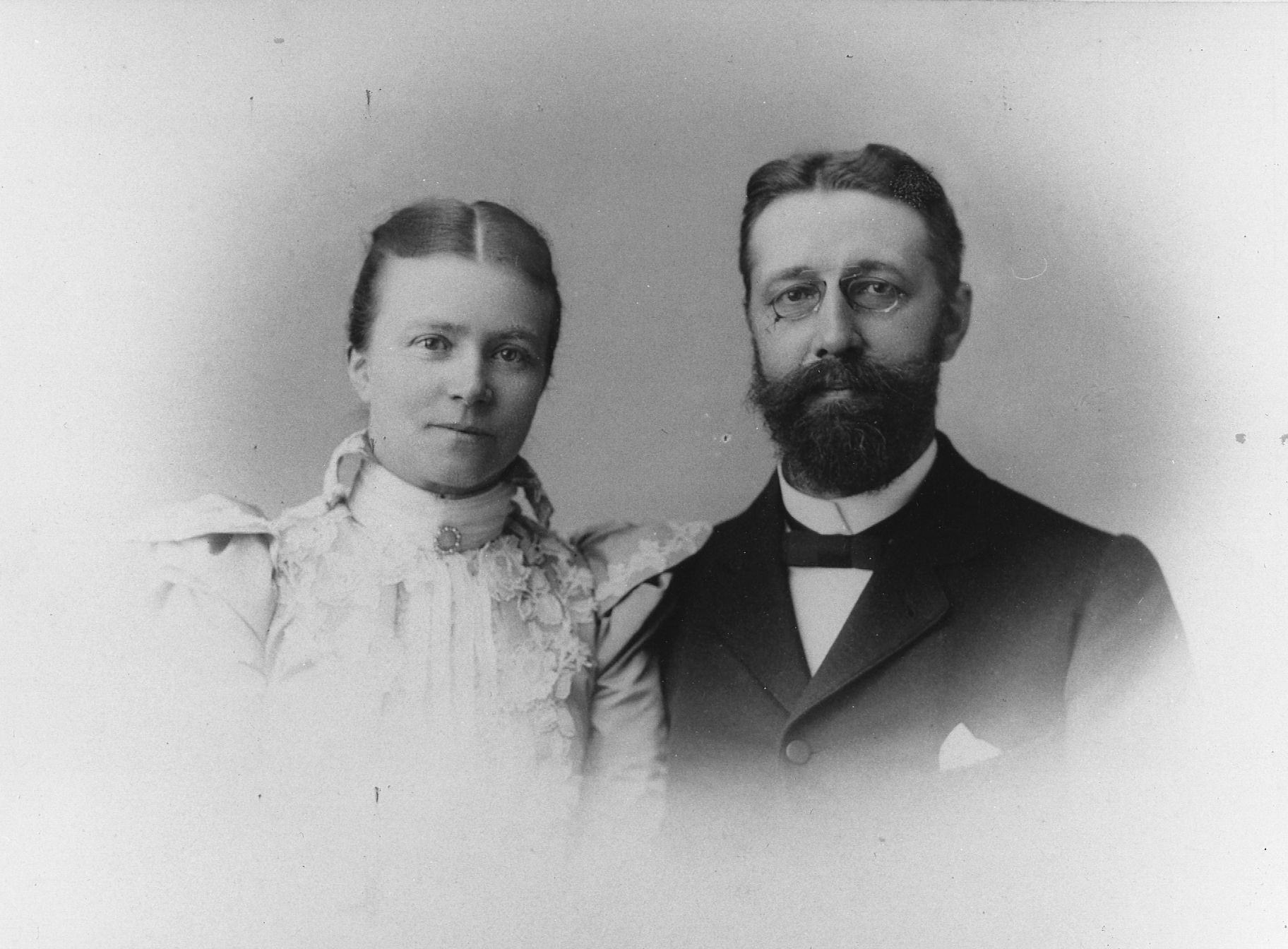
夫妇，约1890年
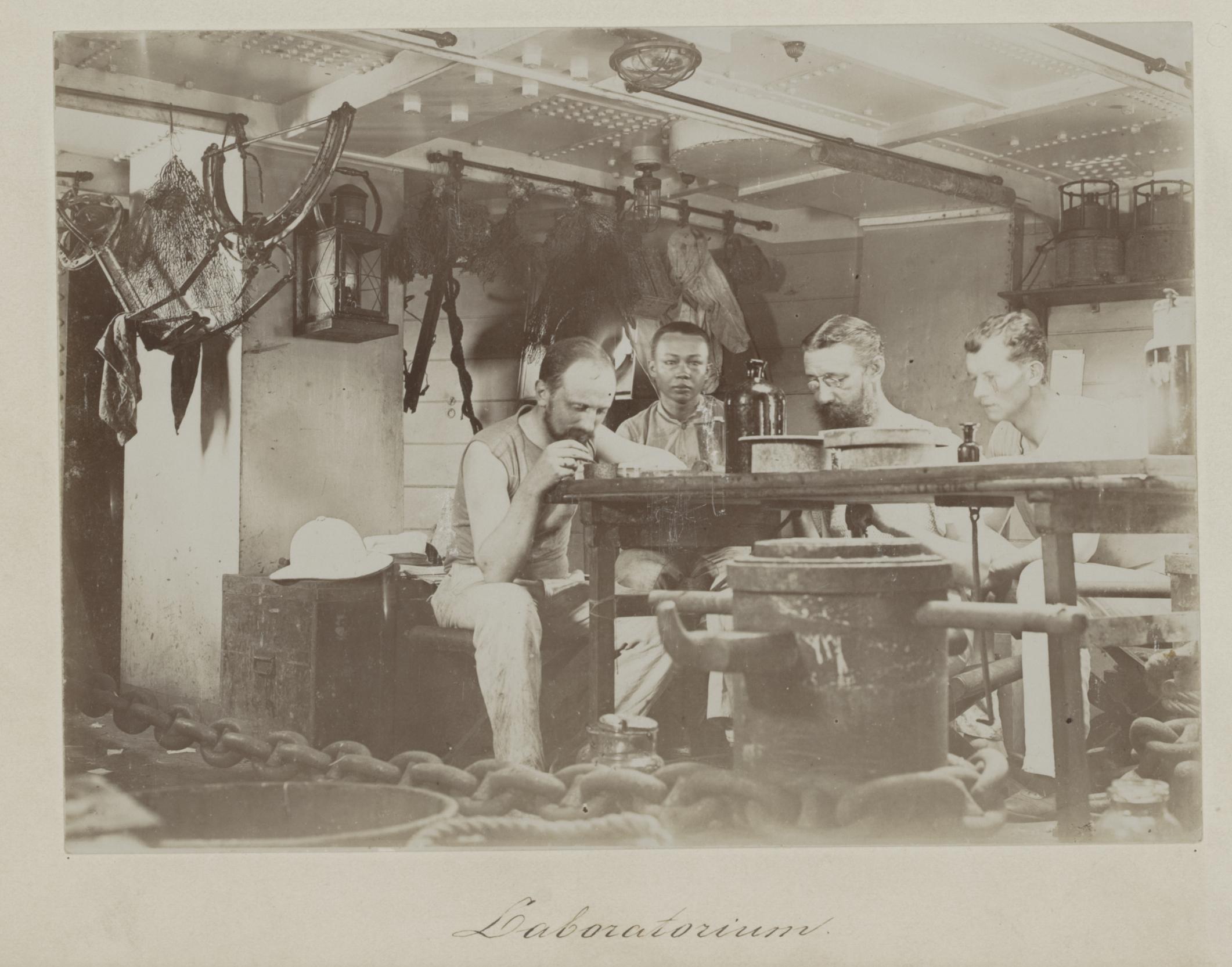
实武牙探险远征队
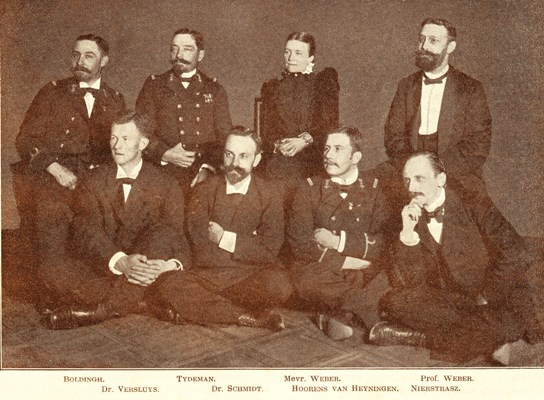
实武牙探险远征队
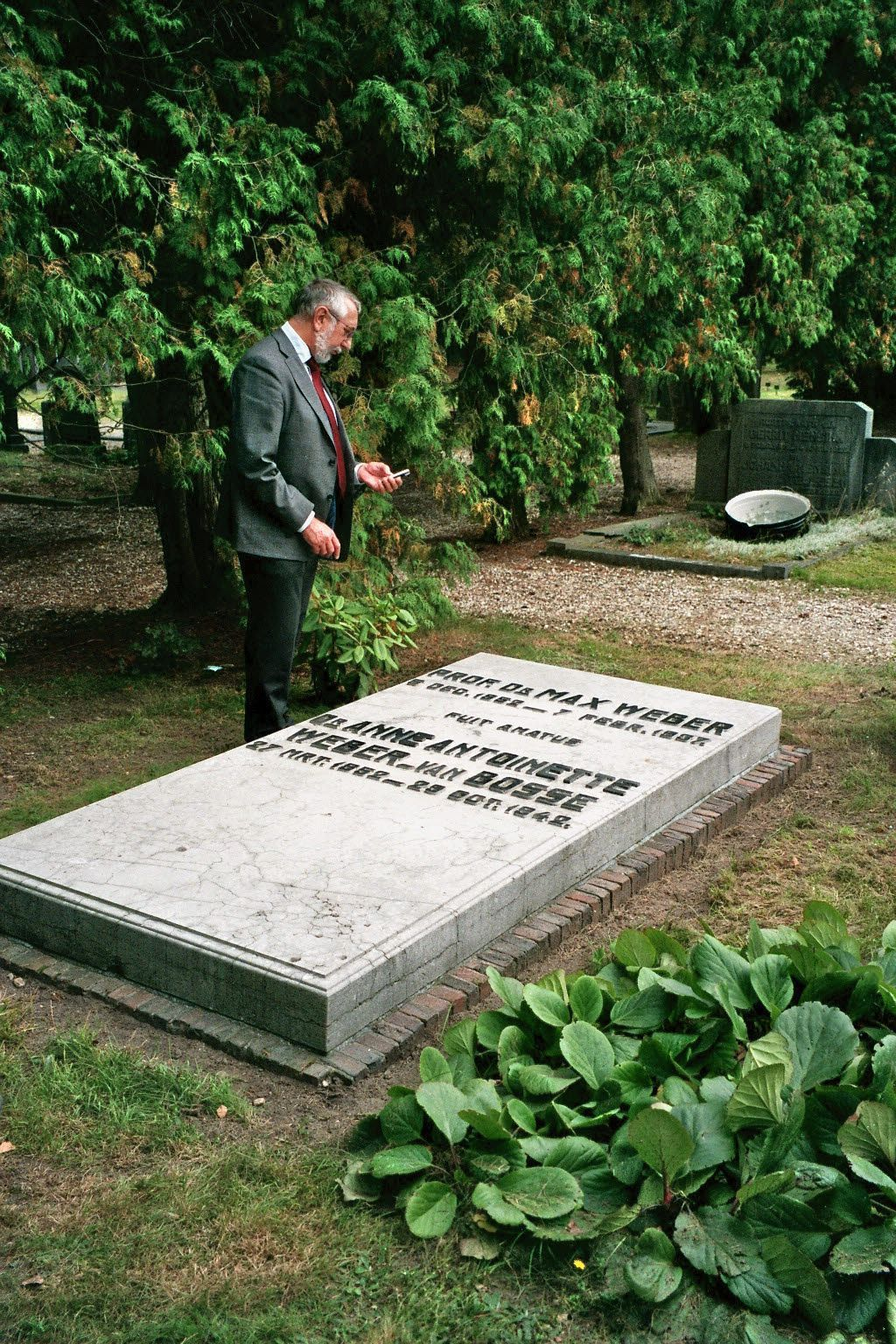
位于埃尔贝克的墓地